# 18142 Adamsidman
18142 Adamsidman (2000 OG47) là một tiểu hành tinh vành đai chính được phát hiện ngày 31 tháng 7 năm 2000 bởi nhóm nghiên cứu tiểu hành tinh gần Trái Đất phòng thí nghiệm Lincoln ở Socorro.
Adamsidman was đặt tên theo Harvard educated inventor Adam Sidman in 2003. He later developed và patented a handheld, multi-axis camera stabilization device utilizing MEMS gyros.